# 俊鸟属

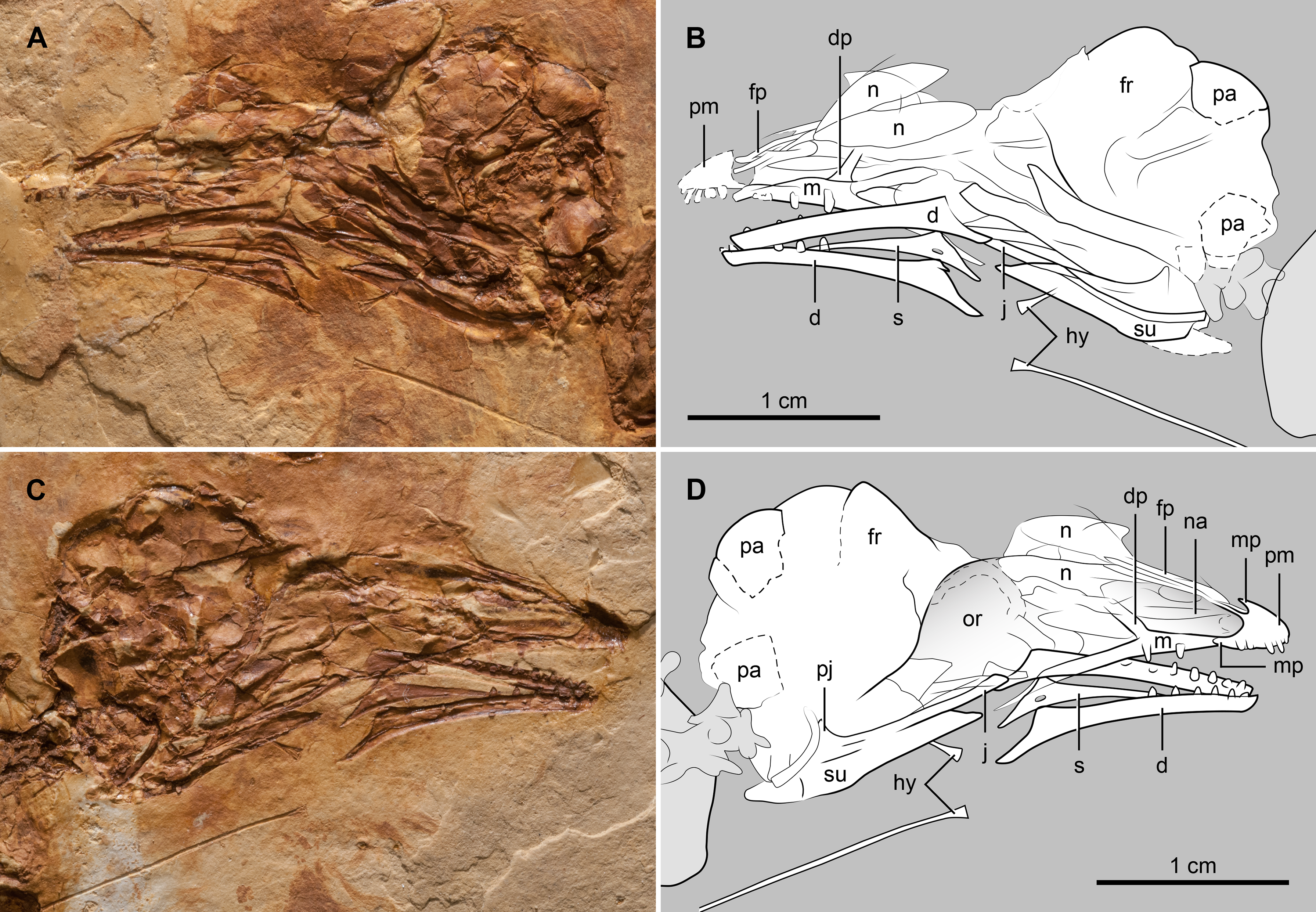
Skull

俊鸟属（学名：Junornis）为反鳥類的一个属，生存於早白堊世的中国，出土於内蒙古自治区赤峰市宁城县大明鎮。
2017年，路易斯·M·奇亚普等人对这一化石进行命名和描述，确定了其模式種为Junornis houi。属名来自中文中的“俊”（即“美丽”）以及希腊语中的“鸟”（ornis）。种名是为了纪念中国古鸟类学家侯连海。